# SSX (serie)
SSX (Snowboard Supercross) è una serie di videogiochi di sci e snowboard sviluppata da EA Canada e immessa nel mercato da EA Sports BIG.

## Titoli
- SSX
- SSX Tricky
- SSX 3
- SSX Out of Bounds
- SSX on Tour
- SSX Blur
- SSX iPhone (annunciato dalla EA Mobile)[1]
- SSX Deadly Descents[2][3][4][5] (annunciato dalla EA su https://www.ea.com/ssx)

## Modalità di gioco
I giocatori possono scegliere uno snowboarder con un'ampia scelta, e possono provare diverse modalità: ci sono quelle per dilettanti, come la modalità pratica, con cui si può prendere conoscenza del gioco e iniziare a capire come funziona lo snowboard; oppure la modalità "freeride" con cui si possono esplorare i percorsi che bisognerà affrontare, ma senza nessuno che ti corra dietro. Una volta aver preso confidenza con il gioco si può iniziare la propria carriera, dove sarà possibile partecipare a competizioni e sbloccare così abiti, tavole da snowboard, sci, percorsi e molti altri accessori.

## Accoglienza
La rivista Play Generation diede a SSX per PlayStation 3 un punteggio di 85/100, apprezzando l'ottimo sistema di controllo, la giocabilità immediata e la buona realizzazione tecnica, ma come contro alcune ambientazioni che potevano essere più curate e mancava il multigiocatore competitivo, finendo per trovarlo un ritorno in scena di ottimo livello, che univa una giocabilità invidiabile e un'apprezzabile realizzazione tecnica.